# Die Spitze des Eisberges
Die Spitze des Eisberges (Originaltitel: Where No Man Has Gone Before) ist die nach Ausstrahlungsreihenfolge dritte bzw. nach Produktionsreihenfolge erste Episode der ersten Staffel der Science-Fiction-Fernsehserie Raumschiff Enterprise. Sie wurde in englischer Sprache erstmals am 22. September 1966 bei NBC ausgestrahlt. In Deutschland war sie zum ersten Mal am 6. Oktober 1973 in einer synchronisierten Fassung im ZDF zu sehen.
Nachdem NBC die bereits gedrehte ursprüngliche Pilotepisode Der Käfig abgelehnt hatte, wurde Die Spitze des Eisberges als zweiter Pilot gedreht, dann aber nach den Folgen Das Letzte seiner Art und Der Fall Charly erst als dritte ausgestrahlt.

## Handlung
Im Jahr 2265 bei Sternzeit 1312,4 ist die Enterprise unterwegs zum Rand der Milchstraße, als sie eine Signalboje der seit 200 Jahren verschollenen SS Valiant entdeckt. Die Boje wird an Bord gebeamt und Captain Kirk, der erste Offizier Spock und Steuermann Gary Mitchell begeben sich auf die Brücke. Dort ordnet Kirk einen Stopp des Schiffs an, während Spock die Aufzeichnungen der Boje entziffert. Die Abteilungsleiter der Enterprise erstatten dem Captain Bericht und bei dieser Gelegenheit stellt Schiffsarzt Mark Piper ihm seine neue Kollegin, die Psychiaterin Elizabeth Dehner, vor. Die Aufzeichnungen der Boje sind sehr verstümmelt, doch Spock kann herauslesen, dass die Valiant in einen Magnetsturm geriet und aus der Galaxie herausgeschleudert wurde. Danach gab es ungewöhnlich viele Anfragen an die Schiffsdatenbank zum Thema Außersinnliche Wahrnehmung (ESP). Zum Schluss gab der Captain der Valiant offenbar den Befehl zur Selbstzerstörung des Schiffs.
Kirk bittet Dehner um ihre Meinung und sie erklärt, dass einige Menschen ESP besitzen, jedoch seien diese Fähigkeiten nie besonders ausgeprägt. Kirk befiehlt nun, den Kurs fortzusetzen, und als sich die Enterprise dem Rand der Galaxie nähert, trifft sie auf ein unbekanntes Energiefeld, das die Sensoren nicht wahrnehmen können. Beim Eindringen in das Feld kommt es zu zahlreichen Energieentladungen auf dem Schiff. Kirk befiehlt eine Kehrtwende, doch Steuermann Mitchell wird von einem Energieblitz zu Boden gestreckt, ebenso Dr. Dehner. Spock gelingt es, das Schiff zu wenden. Der Kontakt mit dem Energiefeld hat die Hauptenergie des Schiffs lahmgelegt und neun Besatzungsmitglieder sind tot. Dehner und Mitchell erholen sich allerdings rasch wieder, jedoch weisen Mitchells Augen nun ein silbernes Glühen auf.
Dehner stellt durch eine Autopsie fest, dass die Todesursache der neun Crewmitglieder die Beschädigung eines bestimmten Hirnareals durch das Energiefeld war. Auffällig ist, dass alle neun hohe ESP-Werte aufwiesen. Das Gleiche gilt für Dehner selbst sowie für Mitchell, der von allen Crewmitgliedern die höchsten Werte hat. Spock besorgt das, denn die Aufzeichnungen der Valiant legen einen Zusammenhang zwischen ESP-Kräften und der Selbstzerstörung des Schiffs nahe.
Mitchell befindet sich indes zur Beobachtung auf der Krankenstation. Als Kirk ihn besucht, zeigen sich erste seltsame Verhaltensänderungen: Mitchell weiß, dass Kirk eintritt, ohne zur Tür zur sehen, und liest extrem viel in sehr kurzer Zeit. Als Kirk wieder geht, bittet Mitchell ihn noch in einem leicht drohenden Tonfall um eine gute Behandlung. Weitere Fähigkeiten zeigen sich, als Dehner ihn nun untersucht. Mitchell kann willentlich seine Vitalfunktionen verändern und sogar ganz stoppen. Dehner testet nun sein Gedächtnis, indem sie ihn bittet, sich an eine ganz bestimmte Seite aus den bereits von ihm gelesenen Texten zu erinnern. Ohne Zögern rezitiert er das Liebesgedicht Die Nachtigallfrauen von Phineas Tarbolde. Mitchell und Dehner kommen sich daraufhin ein wenig näher, werden aber durch einen Besuch des Navigators Kelso unterbrochen. Sie unterhalten sich kurz über die laufenden Reparaturen und Mitchell warnt Kelso vor defekten Impulskabelenden, deren Aktivierung zu einer Explosion führen würde.
Bei einem anschließenden Treffen der Führungsoffiziere bestätigt Kelso den von Mitchell vorhergesagten Fehler und es stellt sich nun die Frage, wie mit Mitchells wachsenden Fähigkeiten umzugehen sei. Dehner verteidigt ihn, doch Spock merkt an, dass sich mittlerweile einige Brückenkontrollen scheinbar von selbst umstellen und dafür offensichtlich Mitchell verantwortlich ist. Da seine Kräfte exponentiell anwachsen, ist ein rasches Handeln erforderlich. Im Zwiegespräch schlägt Spock Kirk vor, Kurs auf den nahe gelegenen Planeten Delta Vega zu nehmen, wo die Föderation eine automatisierte Bergbauanlage betreibt. Dort könne man Reparaturen durchführen und Mitchell zurücklassen. Kirk, der seit langem mit Mitchell befreundet ist, gefällt die Sache nicht, da er dort Jahre allein sein könnte. Spock macht jedoch klar, dass die einzige andere Option wäre, Mitchell zu töten, bevor er für die Enterprise-Besatzung zu mächtig wird. Kirk setzt also Kurs.
Mitchell hat mittlerweile telekinetische Fähigkeiten entwickelt. Er weigert sich, auf Delta Vega herunterzubeamen, und stößt Kirk und Spock mit Elektroschocks von sich fort, als sie ihn überwältigen wollen. Dehner gelingt es, ihm ein Beruhigungsmittel zu verabreichen, und er kann schließlich auf dem Planeten in eine Zelle gesperrt werden. Beim Versuch, das Kraftfeld der Zelle zu durchdringen, verausgabt er sich sehr stark. Seine Kräfte lassen nach und das Glühen in seinen Augen verschwindet kurz, kehrt aber rasch wieder zurück. Mitchell wird nun völlig größenwahnsinnig und Kirk sieht ein, dass sein Freund verloren ist. Er befiehlt Kelso, einen Selbstzerstörungsmechanismus zu installieren, der die gesamte Bergbauanlage zerstören soll, falls Mitchell ausbricht. Mitchell, der diesen Plan längst mitbekommen hat, nutzt seine telekinetischen Fähigkeiten, um Kelso mit einem Kabel zu erdrosseln. Nun gelingt es ihm auch, das Kraftfeld seiner Zelle zu deaktivieren. Zugleich erwachen auch in Dehner ESP-Fähigkeiten.
Dehner und Mitchell verlassen die Anlage und Mitchell lässt in der kahlen Felslandschaft aus dem Nichts Wasser und Vegetation entstehen. Kirk verfolgt die beiden heimlich, bewaffnet mit einem Phasergewehr. Mitchell erwartet ihn aber bereits und erklärt, für wie unbedeutend er andere Menschen mittlerweile hält. Ein Schuss aus Kirks Phaser bleibt ohne Wirkung. Mitchell erschafft nun ein Grab für Kirk und verlangt, er solle ihn als Gott ansehen und für einen schnellen Tod beten. Dehner erkennt jetzt das Böse in Mitchell und versucht, ihre eigenen Kräfte gegen ihn einzusetzen, wird aber von dessen stärkeren Kräften außer Gefecht gesetzt. Die Ablenkung reicht Kirk, um Mitchell in die Grabgrube zu stoßen und mit dem Phaser einen Felsbrocken abzusprengen, der auf Mitchell stürzt und ihn tötet. Dehner sieht ihre Fehler ein und bittet Kirk um Verzeihung, dann erliegt sie ihren Verletzungen.
Zurück auf der Enterprise gibt Kirk in einem Logbuch-Eintrag an, Mitchell und Dehner seien auf Delta Vega in Erfüllung eines Auftrages gestorben.

## Besonderheiten

### Verbindungen zu anderen Star-Trek-Produktionen
Einige Elemente aus dieser Folge wurden in späteren Star-Trek-Produktionen wieder aufgegriffen:
- Die „Galaktische Barriere“ kommt in der Folge Stein und Staub von Raumschiff Enterprise aus dem Jahr 1968 sowie in Folge 4.10 (Die Galaktische Barriere) von Star Trek: Discovery aus dem Jahr 2022 wieder vor.
- In der 2020 gestarteten animierten Serie Star Trek: Lower Decks gibt es in mehreren Folgen Anspielungen auf Gary Mitchell.
- Der Dichter Phineas Tarbolde und sein Gedicht Die Nachtigallfrauen werden in der Folge 4.21 der Serie Star Trek: Deep Space Nine (Die Muse) von 1996 und in der Folge 2.01 von Star Trek: Lower Decks (Seltsame Energien) von 2021 erwähnt.

### Besonderheiten der deutschen Synchronfassung
Da sich die Ausstrahlungsreihenfolge der einzelnen Episoden im ZDF nicht an der von NBC orientierte, erschien Die Spitze des Eisberges in Deutschland erst als 27. Folge. In der Synchronisation wurde Dr. Piper daher als Vertreter von Dr. McCoy ausgegeben.

## Produktion

### Drehbuch
Für den zweiten Pilotfilm wurden drei Drehbücher verfasst: Where No Man Has Gone Before (Die Spitze des Eisberges) von Samuel A. Peeples, Mudd’s Women (Die Frauen des Mr. Mudd) von Gene Roddenberry und Stephen Kandel sowie The Omega Glory (Das Jahr des roten Vogels) von Gene Roddenberry. Alle drei Geschichten waren relativ kostengünstig zu produzieren. Letztendlich wählte NBC Die Spitze des Eisberges als Pilotepisode aus. Bei Die Frauen des Mr. Mudd gab es Vorbehalte gegenüber der Figur des Harry Mudd, bei dem es sich im Prinzip um einen „intergalaktischen Zuhälter“ handelte. Bei Das Jahr des roten Vogels wurde die Geschichte für insgesamt zu schwach gehalten. Beide Geschichten wurden später als reguläre Folgen von Raumschiff Enterprise verfilmt.

### Kostüme
Die Besatzung der Enterprise trägt hier noch die Uniformen, die für den ursprünglichen Pilotfilm Der Käfig angefertigt worden waren. Anstelle eines glatten schwarzen Kragens weisen diese einen gerippten Kragen in der gleichen Farbe wie das Oberteil der Uniform auf. Die Uniformoberteile der Abteilungen Sicherheit und Technik sind hier noch beige; in den späteren Folgen sind sie rot. Spock trägt hier als erster Offizier zum einzigen Mal in der Serie die gelbgrüne Uniform der Kommando-Abteilung. In Der Käfig trägt er als Wissenschaftsoffizier blau. In den späteren Folgen von Raumschiff Enterprise ist er erster Offizier und Wissenschaftsoffizier in Personalunion und trägt erneut blau. Umgekehrt verhält es sich bei Sulu: Er ist in dieser Folge noch Wissenschaftler und trägt deshalb blau; später wird er Steuermann und trägt gelbgrün.

### Kulissen
Für die Oberfläche des Planeten Delta Vega wurden dieselben Kulissen verwendet wie für Talos IV in Der Käfig.
Auch die Kulissen der Enterprise sind dieselben wie in Der Käfig. Sie wurden nur geringfügig geändert, dann aber für die späteren Folgen noch einmal deutlich überarbeitet. Besonders auffällig ist bspw. der Hauptbildschirm der Brücke, der hier noch eine dicke graue Umrahmung und abgerundete Ecken aufweist, während er später perfekt rechteckig ist und eine dünne blaue Umrahmung aufweist. Auch die hier in grün gehaltene Krankenstation sieht in den späteren Folgen völlig anders aus.

### Darsteller und Figuren
Jeffrey Hunter, der in Der Käfig Captain Christopher Pike gespielt hatte, lehnte eine erneute Beteiligung an einem Star-Trek-Pilotfilm ab. Für den neuen Captain, der zunächst Winter heißen sollte, musste nun ein neuer Darsteller gefunden werden. Die Rolle wurde zunächst Jack Lord und Lloyd Bridges angeboten. Schließlich fiel die Wahl auf William Shatner und der Captain erhielt den Namen James Kirk.
Von den Haupt- und regelmäßigen Nebendarstellern treten hier nur Kirk (William Shatner), Spock (Leonard Nimoy), Scott (James Doohan) und Sulu (George Takei) auf. Schiffsarzt Mark Piper (Paul Fix) wurde in den späteren Folgen durch Leonard McCoy (DeForest Kelley) ersetzt. Gene Roddenberry wollte Kelley eigentlich schon in Der Käfig als Schiffsarzt haben. Kommunikationsoffizier Alden (Lloyd Haynes) war eigentlich als wiederkehrende Rolle vorgesehen, er wurde aber durch Uhura (Nichelle Nichols) ersetzt.
Andrea Dromm spielt hier Yeoman Smith, eine Art persönliche Assistentin des Captains. Diese Rolle hatte in Der Käfig J.M. Colt (Laurel Goodwin) inne. In der ersten Staffel von Raumschiff Enterprise wurde diese Rolle dann für mehrere Folgen von Janice Rand (Grace Lee Whitney) übernommen.

## Adaptionen
James Blish schrieb eine Textfassung von Die Spitze des Eisberges, die auf Englisch erstmals 1972 in der Geschichtensammlung Star Trek 8 erschien. Die deutsche Übersetzung erschien 1973.
Ein Fotoroman zu Die Spitze des Eisberges erschien 1977 auf Englisch als zweiter Band der Reihe Star Trek Fotonovel. Die deutsche Übersetzung erschien 1979.

## Rezeption
Terry J. Erdmann und Paula M. Block listen Die Spitze des Eisberges in ihrem 2008 erschienenen Referenzwerk Star Trek 101 als eine der zehn wichtigsten Folgen der Originalserie Raumschiff Enterprise auf.
Scott Collura und Jesse Schedeen führten Die Spitze des Eisberges 2013 auf ign.com in einer Liste der 25 besten bis dahin ausgestrahlten Star-Trek-Folgen auf Platz 17.
Charlie Jane Anders führte Die Spitze des Eisberges 2014 auf gizmodo.com in einer Liste der 100 besten bis dahin ausgestrahlten Star-Trek-Folgen auf Platz 27.
Dany Roth erstellte 2016 für die Website syfy.com ein Ranking der Pilotepisoden aller bis dahin erschienenen Star-Trek-Realfilmserien. Die Spitze des Eisberges führte er dabei auf Platz 2.
Aaron Couch und Graeme McMillan erstellten 2016 anlässlich des 50-jährigen Jubiläums von Star Trek in Zusammenarbeit mit verschiedenen Beteiligten aus dem Franchise für den Hollywood Reporter eine Liste der 100 besten bis dahin ausgestrahlten Folgen. Die Spitze des Eisberges wurde hierbei auf Platz 23 gewählt.
Patrick Cooley führte Die Spitze des Eisberges 2017 in einer Liste der 25 besten bis dahin ausgestrahlten Star-Trek-Folgen auf Platz 10.
Angelica Jade Bastién schrieb 2017 auf vulture.com eine Einführung für Neulinge ins Star-Trek-Franchise und nannte dabei Die Spitze des Eisberges als eine der Folgen, die am besten einen Einstieg in die Serie Raumschiff Enterprise ermöglichen.
Paul Rowe listete Die Spitze des Eisberges 2020 auf popmasters.com in einer Aufstellung der 20 besten Folgen von Raumschiff Enterprise auf Platz 4.
Christian Blauvelt listete Die Spitze des Eisberges 2022 auf hollywood.com in einem Ranking aller 79 Raumschiff-Enterprise-Folgen auf Platz 41.
Dusty Stowe erstellte 2023 für die Website screenrant.com ein Ranking der Pilotepisoden aller elf bis dahin veröffentlichten Star-Trek-Serien (Die Anthologie-Serie Star Trek: Short Treks blieb unberücksichtigt). Die Spitze des Eisberges führte er dabei auf Platz 5.

## Parodien und Anspielungen
In Folge 2.14 (Die Rachegöttin) der Fantasy-Serie Xena – Die Kriegerprinzessin von 1997 erlangen Menschen Göttlichkeit und verhalten sich dabei sehr ähnlich wie Gary Mitchell. Ebenso bekommen sie glühende Augen.
Die Folge 4.12 (Der letzte Trekki) der Zeichentrickserie Futurama von 2002 parodiert zahlreiche Folgen von Raumschiff Enterprise. Unter anderem beginnt sie mit denselben von William Shatner gesprochenen Worten wie Die Spitze des Eisberges.
Die 2007 entstandene Porno-Parodie Sex Trek: Where No Man Has Cum B4 ist vom Titel her an Die Spitze des Eisbergs angelehnt, die Handlung basiert aber auf Die Frauen des Mr. Mudd.
In dem Fanfilm Star Trek: Of Gods And Men von 2007 taucht eine ältere Version von Gary Mitchell auf.
In der Doppelfolge To Boldly Go der Fanserie Star Trek Continues von 2017 besucht die Enterprise erneut die galaktische Barriere.